# Hermann Albert Hübener
Hermann Albert Hübener (*  4. September 1804 in Brandenburg; † 18. September 1876 in Hamburg) war ein deutscher Kaufmann und Hamburger Senator.

## Leben
Hübener absolvierte eine kaufmännische Lehre in Potsdam, bevor er 1826 in Hamburg eine Stelle als Kommis antrat. 1829 gründete Hübener zusammen mit seinem Vetter Wilhelm Weinkauff die Handelsfirma Weinkauff & Hübener. Der Schwerpunkt ihres Handels lag im Verkehr mit Mexiko und in der Einfuhr von Kakao, daneben lieferten sie Tuche und Baumwolle an Siemssen & Co. nach Hongkong.
Da die Geschäfte der Firma Weinkauff & Hübener sehr erfolgreich verliefen, wurde Hübener bald wohlhabend. Dies ermöglichte ihm, Ämter in der Hamburger Kommunalverwaltung zu übernehmen. Am 31. Oktober 1853 wurde Hübener in den Hamburger Rat kooptiert. 1860 wandelte sich der Hamburger Rat zum Hamburger Senat.
Von 1861 bis 1863 war Hübener Präses der Deputation Schifffahrt und Hafen, von 1864 bis 1876 Leiter der Sektion für Strom und Hafenbau der Baudeputation.
Die Firma Weinkauff & Hübener wurde 1869 liquidiert.
Auf seine Veranlassung beschließt die Schiffahrts- und Hafendeputation die Einführung eines einheitlichen Hamburger Wappens, welches der Senat dann mit Beschluss vom 23. Oktober 1861 für alle hamburgischen Handelsschiffe verpflichtend übernimmt.

## Ehrungen
Ihm zu Ehren ist der Hübenerkai (heute  Hübenerstraße) am Grasbrookhafen im Stadtteil HafenCity benannt worden.